# Charles Mangin
Charles Marie Emmanuel Mangin (Sarrebourg, 6 luglio 1866 – Parigi, 12 maggio 1925) è stato un generale francese della prima guerra mondiale.
Convinto del valore delle truppe senegalesi, fu un ardente sostenitore della creazione di un'armata africana, la Force noire, più potente e numerosa, al servizio della Francia.

## Carriera
Diplomatosi all'École spéciale militaire de Saint-Cyr, servì nel Sudan nel 1898-1900 alla testa dei tirailleurs senegalesi, sotto Jean-Baptiste Marchand; dopodiché prese parte alla conquista del Marocco agli ordini di Lyautey nel 1912, distinguendosi, col grado di colonnello, nella presa di Marrakech.
Durante la Prima guerra mondiale, divenuto generale, ebbe il comando nel 1914-15 di una brigata di fanteria, e quindi della 5ª Divisione di fanteria di Rouen.
Durante la battaglia di Charleroi, conclusasi con la sconfitta francese, ottenne un brillante successo locale contrattaccando i tedeschi a Onhaye sulla Mosa; quindi combatté con la sua brigata sulla Marna e in Artois. Il 22 maggio 1916, attaccò invano il fort Douaumont quindi, sempre a Verdun, diresse le offensive di riconquista al fianco di Nivelle.
Nel 1917 prese parte alla disastrosa offensiva Nivelle, allo Chemin des Dames, alla testa della 4ª Armata. Sostenitore dell'offensiva a oltranza, fu soprannominato "le boucher" ("il macellaio") dai suoi uomini. Gli attacchi non ebbero esito, e fu silurato: grande avversario di Pétain, fu da questi emarginato.
Ritornò alla ribalta nella primavera 1918: quando Foch fu promosso comandante in capo delle forze alleate, Mangin ricevette - per volere di Clemenceau - l'incarico di partecipare, alla testa della 10ª Armata, alla Seconda battaglia della Marna, nel corso della quale attuò il celebre contrattacco del 18 luglio a Villers-Cotterêts, sfondando le linee nemiche. Vincitore sull'Aisne nell'autunno, ruppe il fronte tedesco, liberando Soissons e Laon.
L'armistizio fermò la prevista offensiva in Lorena. Entrò a Metz il 19 novembre, col generale Fayolle attraversò il Reno a Magonza l'11 dicembre, ed ebbe l'incarico di occupare la Renania. Qui Mangin divenne oggetto di polemiche per via del suo tentativo di fomentare il nazionalismo pro-francese, al fine di separare la Renania dalla Germania, e quindi di allontanare quest'ultima dalla riva occidentale del Reno.
Mangin divenne membro del Conseil Supérieur de la Guerre ed ispettore generale delle truppe coloniali francesi. Cadde gravemente ammalato nella sua casa di Parigi il 9 marzo 1925, morendo il 12 marzo. Riposa all'Hôtel des Invalides.
La sua statua, a Parigi, fu distrutta dalle forze tedesche di occupazione nel 1940, quando Hitler si recò in visita alla tomba di Napoleone, in quanto ricordava l'operato di Mangin nella Renania occupata. Fu ricostruita nel 1957.